# Pedoe. Daniel
Dan Pedoe (ngày 29 Tháng 10 năm 1910, London - ngày 27 tháng 10 năm 1998, St Paul, Minnesota, Hoa Kỳ) là một nhà toán học và hình học sinh ra tại Anh với một sự nghiệp kéo dài hơn sáu mươi năm. Trong cuộc đời mình, ông đã viết khoảng năm mươi nghiên cứu và các giấy tờ bình luận trong hình học. Ông cũng là tác giả của cuốn sách cốt lõi khác nhau về toán học và hình học, một trong số đó vẫn còn in trong nhiều thập kỷ và được dịch sang nhiều ngôn ngữ. Những cuốn sách này bao gồm ba khối lượng Phương pháp đại số hình học (mà ông đã viết cùng với WVD Hodge), The Gentle Art of Mathematic (tạm dịch là Nghệ thuật dịu dàng của Toán học), Circles: A Mathematical View  (tạm dịch là Hình tròn: Một cái nhìn về Toán học) và The Visual Arts (tạm dịch là Nghệ thuật Trực quan) và gần đây nhất là  Japanese Temple Geometry Problems: San Gaku (viết cùng với Fukagawa Hidetoshi).

## Tiểu sử
Ông là con út trong gia đình gồm mười ba con của Szmul Abramski, một người nhập cư Do Thái từ Ba Lan đã tìm thấy chính mình ở London vào những năm 1890. Mẹ của Podoe, Ryfka Raszka Pedowicz, là đứa con duy nhất của Wolf Pedowicz, một thương gia bán ngô và vợ của Pedowicz là Sarah Haimnovna Pecheska từ Łomża sau đó trong Quốc hội Ba Lan (một phần của Ba Lan sau đó dưới sự kiểm soát của Nga). Tên gia đình đòi hỏi một số lời giải thích. Cha của ông là  Abramski, là một trong những Kohanim, một nhóm linh mục, và một lần ở Anh, ông đã thay đổi tên họ của mình thành Cohen. Lúc đầu, tất cả mười ba trẻ em đã lấy họ Cohen, nhưng sau đó, để tránh bất kỳ khả năng chống Do Thái, một số trẻ em Cohen thay đổi tên họ của mình thành Pedoe, tên của thời con gái của mẹ ông, điều này xảy ra trong khi Daniel còn đi học lúc 12 tuổi.
"Danny" là con út trong một gia đình mười ba trẻ em và tuổi thơ của ông đã trải qua trong nghèo đói tương đối trong East End của London, mặc dù cha của họ là làm nội thất lành nghề. Ông đã tham dự  Central Foundation Boys' School,  nơi ông chịu ảnh hưởng đầu tiên trong tình yêu của mình về hình học của hiệu trưởng Norman M. Gibbins và sách giáo khoa bởi Godfrey và Siddons. Trong khi vẫn còn ở trường, Pedoe công bố nghiên cứu của mình đầu tiên, Việc giải thích hình học của phương trình Cagnoli của: sin b sin c + cos b cos c cos A = sin B sin C - cos B cos C cos A, nó xuất hiện trong toán học Gazette vào năm 1929.  Ông đã thành công tại bài kiểm tra "ten plus"  và sau đó giành được một học bổng để nghiên cứu toán học tại Đại học Cambridge.

## Sự nghiệp

### Tại Cambridge và Princeton
Trong ba năm đầu tiên của mình tại Magdalene College, Cambridge, nơi ông là một học giả, một gia sư về toán học bởi Arthur Stanley Ramsey, cha đẻ của Frank P. Ramsey. Ông đã tham dự các bài giảng của Ludwig Wittgenstein và Bertrand Russell, mặc dù ông đã không mấy ấn tượng bởi phong cách giảng dạy của một trong hai người đàn ông tuyệt vời. Hình học trở thành niềm đam mê chính của mình, và cố vấn bởi Henry Baker, ông bắt đầu làm việc trên tiến sĩ và xuất bản một số giấy tờ. Năm 1935, ông nắm lấy cơ hội từ Cambridge và đã đi đến Viện nghiên cứu cao cấp tại Princeton, nơi ông làm việc với Solomon Lefschetz. 

### Tại University of Southampton và Freeman Dyson
Khi trở về Anh vào năm 1936, Pedoe được bổ nhiệm làm giảng viên trợ lý của bộ phận toán học tại Trường Cao đẳng Đại học, Southampton. Nhiều giấy tờ của ông đã được công bố và sau 1937, ông đã được trao bằng tiến sĩ vào sức mạnh của luận án của mình, Các Curves vượt trội trên một bề mặt đại số , được dựa trên công việc Henry Baker trên lý thuyết người Ý của bề mặt đại số; ông đã được kiểm tra bởi William Hodge và Baker tại Cambridge.
Vào cuối những năm 1930, Pedoe cưới Mary Tunstall, một nhà địa lý bằng tiếng Anh và các cặp vợ chồng đã có một con gái, Naomi, và con trai sinh đôi giống hệt nhau, Dan và Hugh, sinh vào tháng năm 1939.
Vào năm 1941, Cao đẳng Winchester đã mất một số giáo viên cho quân đội và đã trở nên không thể đáp ứng các cam kết giảng dạy của mình. Họ yêu cầu giúp đỡ và Pedoe được yêu cầu để hỗ trợ cho việc giảng dạy toán học. Ông dạy các lớp học cơ sở và cấp cao (các hậu bối có thể là ngang bướng) và trong lớp cao cấp là một trong những sinh viên đã mười hai tuổi Freeman Dyson người thấy tài năng đầu khổng lồ và được khuyến khích bởi Pedoe với việc làm thêm và đọc sách.  Tình bạn của họ kéo dài hơn hơn năm mươi năm cho đến khi cái chết Pedoe của năm 1998 và danh sách của Dyson của những người đã bị ảnh hưởng nhất anh ấy bắt đầu "Hardy, Pedoe...".
Năm 1941 một sự hợp tác với William Hodge bắt đầu kéo dài đến  mười hai năm và bao gồm các văn bản về việc ba khối lượng rất lớn, Phương pháp đại số hình học . Mặc dù cuốn sách được thiết kế như một người đồng nhiệm hình học của GH Hardy 's Một khóa học về Toán học tinh khiết nó không bao giờ được sử dụng như một cuốn sách giáo khoa và chứa tài liệu gốc. Xuất bản lần đầu vào những năm 1940, cả ba khối lượng đã được tái bản bởi Cambridge University Press năm 1995.
Pedoe xuất bản hơn ba giấy tờ vào năm 1942: Một nhận xét về tính chất của một cây bút chì đặc biệt của -quadric , Trên một số bất bình đẳng hình học và Một sự bất bình đẳng đối với hai hình tam giác.

### Tại Birmingham University và Westfield College
Năm 1942, Pedoe chuyển đến Birmingham cho một giảng viên tại Đại học Birmingham, làm việc chủ yếu trong toán học kỹ thuật. Gia đình không hạnh phúc ở đó, tình trạng ô nhiễm không khí ở địa phương bị ảnh hưởng con cái mình và Pedoe không thích môi trường làm việc. Vị giáo sư vật lý toán học tại Birmingham là Rudolf Peierls, người đã làm việc trên các dự án Anh để phát triển bom nguyên tử; ông đề nghị để Pedoe rằng ông, Pedoe, nên làm một số bị chiến tranh làm việc. Ông đã làm như vậy, và làm việc bán thời gian để cải thiện vòng piston để bắt chước Đức bổ nhào ném bom chiến thuật.
Năm 1947 ông chuyển đến Westfield Cao đẳng, một phần của Đại học London, như một độc giả trong toán học. Một lần nữa, ông không hài lòng, cả hai đều từ điểm trong nước và chuyên môn của xem: lương của ông là không đủ cho anh ta để đủ khả năng để mua một gia đình nhà và ông đã tìm thấy môi trường làm việc là "một chủng". 

### Tại Khartoum và Singapore
Được sự khuyến khích bởi Mary về việc công tác tại nước ngoài, ông được bổ nhiệm là người đứng đầu bộ phận toán học tại Đại học Khartoum ở Sudan và chiếm vai trò vào năm 1952 trên cơ sở thử nghiệm với nghỉ việc từ Westfield College. Khi Westfield ép quyết định chắc chắn, ông đã từ chức và ở lại tại Khartoum bảy năm: chiều dài của hợp đồng của mình.  Đó là trong giai đoạn này rằng ông đã viết nhiều cuốn sách của ông bao gồm The Gentle Art of Mathematics , Circles và một cuốn sách giáo khoa, Giới thiệu về hình học projective .
Pedoe thấy thời gian ở Khartoum đến hương vị mình; đã có một phong cách sống thoải mái cho phép ông viết và gia đình tham gia cùng anh mỗi Giáng sinh. Cuối cùng, Mary ở lại với anh ta vĩnh viễn, những đứa trẻ còn lại ở Anh.
Năm 1959, ông được bổ nhiệm là người đứng đầu tại Đại học Singapore của Sir Alexander Oppenheim.

### Tại Purdue và Minnesota
Không muốn nghỉ hưu ở tuổi 55, tuổi nghỉ hưu theo luật định tại Singapore, ông chuyển một lần nữa, để Indiana vào năm 1962, để chiếm một vị trí tại Đại học Purdue, gần Lafayette. Mặc dù vị trí đã phần nào bị cô lập, đã có một đời sống xã hội tích cực và ông đã được giữ bận rộn. Một trong những vị trí ông đã tổ chức đã có như Nhà toán học cao cấp cho Dự án Hình học Minnesota College, mà là cải thiện việc giảng dạy hình học trong các trường học và cao đẳng cao bằng cách làm phim và viết sách đi kèm.
Sau hai năm làm việc tại Purdue, ông được bổ nhiệm làm giáo sư tại Đại học Minnesota nơi ông ở lại cho đến khi ông nghỉ hưu vào năm 1980, khi ông được làm giáo sư danh dự. Ông giành được một giải thưởng Lester R. Ford vào năm 1968. 

### Tại San Gaku
Quan tâm và làm việc Pedoe tiếp tục sau khi nghỉ hưu của mình và vào năm 1984 ông đã được tiếp cận bởi Fukagawa Hidetoshi, một giáo viên trung học ở Aichi, Nhật Bản. Fukagawa đã cố gắng không thành công để quan tâm các học giả Nhật Bản tại San Gaku - viên nén gỗ Nhật Bản có chứa định lý hình học mà đã được treo ở đền, miếu khoảng hai thế kỷ như cúng dường cho các vị thần.
Một sự hợp tác bắt đầu mà dẫn đến việc xuất bản của cuốn sách, Japanese Temple Geometry Problems do Trung tâm Nghiên cứu Babbage Charles ở Canada xuất bản. Cuốn sách thành công trong việc khơi dậy sự quan tâm theo hình thức độc đáo của Nhật Bản này của toán học.
Dan Pedoe chết vào năm 1998, ở độ tuổi 88, sau một thời gian dài với sức khỏe suy kiệt. Ông đã sống để nuôi các con là Dan và Hugh Tunstall-Pedoe, và sáu đứa cháu

## Lưu trữ
Một bộ sưu tập các giấy tờ của Daniel Pedoe và thư từ trong suốt cuộc đời của ông được tìm thấy tại các trung tâm lưu trữ của Đại học Birmingham.

## Sách của ông
- Phương pháp đại số hình học (3 tập)[4][5][6]
- Circles (tái bản của Hình tròn: Một cái nhìn của Toán học)
- Một khóa học của Hình học cho Cao đẳng và Đại Học (tái bản của Hình học: Một khóa học toàn diện)[7]
- Một giới thiệu hình học của Linear Algebra [8]
- Hình học và Nghệ thuật Tự do (tái bản của Hình học và Nghệ thuật Thị giác)[9]
- The Gentle Art of Mathematics